# Kathroperla takhoma
Kathroperla takhoma is een steenvlieg uit de familie groene steenvliegen (Chloroperlidae). De wetenschappelijke naam van de soort is voor het eerst geldig gepubliceerd in 1987 door Stark & Surdick.